# Adenophora maximowicziana
Adenophora maximowicziana là loài thực vật có hoa trong họ Hoa chuông. Loài này được Makino mô tả khoa học đầu tiên năm 1892.